# Fadej Sarkisjan
Fadej Sarkisjan (orm. Ֆադեյ Սարգսյան, ur. 18 września 1923 w Erywaniu, zm. 10 stycznia 2010 tamże) – radziecki i armeński polityk i naukowiec, przewodniczący Rady Ministrów Armeńskiej SRR w latach 1977–1989.

## Życiorys
1942 ukończył Erywański Instytut Politechniczny im. Karola Marksa, a w 1946 Leningradzką Akademię Wojskowo-Elektrotechniczną im. Siemiona Budionnego. Od 1946 członek WKP(b). W latach 1946–1963 członek Naukowo-Technicznego Komitetu Głównego Zarządu Rakietowo-Artyleryjskiego Ministerstwa Obrony ZSRR. 1963–1977 dyrektor Naukowo-Badawczego Instytutu Maszyn Matematycznych w Erywaniu i główny konstruktor specjalnych wielkich zautomatyzowanych systemów sterowania. Od 1975 doktor nauk technicznych, od 1977 członek Akademii Nauk Armeńskiej SRR. Od 17 stycznia 1977 do 16 stycznia 1989 przewodniczący rady Ministrów Armeńskiej SRR. W latach 1981–1986 członek Centralnej Komisji Rewizyjnej KPZR, 1986–1989 kandydat na członka KC KPZR. Deputowany do Rady Najwyższej ZSRR 10 i 11 kadencji. 1988–1989 szef sztabu kryzysowego powołanego w celu przezwyciężenia skutków katastrofalnego trzęsienia ziemi w 1988. W latach 1989–1993 pracownik Wydziału Nauk Fizyko-Technicznych i Informatycznych Armeńskiej Akademii Nauk. Od 1993 prezydent Narodowej Akademii Nauk Armenii. W 1995 i 1999 wybierany do parlamentu armeńskiego. Autor i współautor ponad 200 artykułów naukowych, raportów i opracowań w dziedzinie radarów, elektroniki, informatyki, systemów kontroli i organizacji produkcji. Członek Międzynarodowej Akademii Informatycznej, Portugalskiej Akademii Historii, Rosyjskiej Akademii Nauk, honorowy członek Międzynarodowej Akademii "Ararat" w Paryżu (od 1994), honorowy członek Armeńskiej Akademii Filozoficznej (od 1991). 

## Odznaczenia, nagrody i wyróżnienia
- Order Lenina (1981)
- Order Rewolucji Październikowej (1971)
- Order Czerwonego Sztandaru Pracy (trzykrotnie – 1965, 1976 i 1986)
- Zespołowa Nagroda Państwowa ZSRR (dwukrotnie – 1971 i 1981)
- Zespołowa Nagroda Państwowa Ukraińskiej SRR (1986)
- Honorowe obywatelstwo Erywania (2001)
- Order Piotra Wielkiego
- Order św. Mesropa Masztoca
- Medal „Za zasługi bojowe”
- Order Ararat z diamentami
- Złoty Krzyż Związku Ormian w Rosji